# Цепу де Сус (Галац)
Цепу де Сус (рум. Țepu de Sus) насеље је у Румунији у округу Галац у општини Цепу. Oпштина се налази на надморској висини од 134 m.

## Становништво
Према подацима из 2002. године у насељу је живело 258 становника, од којих су сви румунске националности.